# Норт Мерик (Њујорк)
Норт Мерик (енгл. North Merrick) насељено је место без административног статуса у америчкој савезној држави Њујорк.

## Демографија
По попису из 2010. године број становника је 12.272, што је 428 (3,6%) становника више него 2000. године.
| Група             | 2000.          | 2010.          |
| Белци             | 10.752 (90,8%) | 10.537 (85,9%) |
| Афроамериканци    | 127 (1,1%)     | 188 (1,5%)     |
| Азијати           | 378 (3,2%)     | 580 (4,7%)     |
| Хиспаноамериканци | 436 (3,7%)     | 869 (7,1%)     |
| Укупно            | 11.844         | 12.272         |